# The Lucha Dragons
The Lucha Dragons fue un equipo de lucha libre profesional que compitió en la WWE, que consta de Sin Cara y Kalisto.
Dentro de sus logros, están el haber sido Campeones en Parejas de NXT siendo aquel su primer y único reinado (individual y en equipo). Además, Kalisto llegó a ser dos veces Campeón de los Estados Unidos.
Su nombre es una referencia a su estilo de lucha libre mexicana.

## Historia

### Inicios
En el episodio del 24 de julio de NXT, después de no poder ganar el Campeonato en Parejas de NXT de The Ascension con su excompañero El Local en NXT TakeOver, el 29 de mayo, Kalisto anunció que él y El Local se separaron y reveló a Sin Cara como su nuevo compañero.

### WWE (2014–2016)

#### NXT Wrestling (2014–2015)
Durante las siguientes semanas, Kalisto y Sin Cara ganaron un torneo para convertirse en los contendientes número uno por el Campeonato en Parejas de NXT. El 11 de septiembre en NXT TakeOver: Fatal 4-Way, Kalisto y Sin Cara, anunciados ahora juntos como "The Lucha Dragons", derrotó a The Ascension para convertirse en los nuevos Campeones en Parejas de NXT.
El 15 de enero en las grabaciones de NXT, perdieron sus títulos ante Buddy Murphy & Wesley Blake. El 17 de febrero, los Lucha Dragons se presentaron durante Main Event, ganándole a Heath Slater y Curtis Axel. desde allí, solo han luchado en los Programas Main Event y Superstars.

#### WWE (2015–2016)
El 30 de marzo en Raw, debutaron en el roster principal en un 8-man Tag team Match con The New Day contra Cesaro & Tyson Kidd y The Ascension, donde ganaron gracias al debutante sin cara
En Elimination Chamber, tuvieron su primera oportunidad, participando junto a The New Day, The Prime Time Players, Los Matadores, The Ascension, Cesaro & Tyson Kidd en el primer Tag Team Elimination Chamber Match por los Campeonatos en Parejas los cuales, fueron ganados por The New Day. En The Beast in the East, vencieron a The New Day.
En SummerSlam, se enfrentaron a The New Day, The Prime Time Players, Los Matadores en un Tag Team Fatal Four Way Match, donde estaban en juego los Campeonatos en Parejas. En Night Of Champions, formaron equipo con Neville, pero fueron derrotados por Stardust y The Ascension. Después los derrotaron en repetidas ocasiones en Raw y SmackDown. En Survivor Series, formaron equipo junto a The Usos y Ryback contra Sheamus, King Barrett y The New Day, donde vencieron exitosamente.
En TLC, se enfrentaron ante The New Day y The Usos en un Ladder Match por los Campeonatos en Parejas, pero perdieron.

#### 2016
Una dislocación en el hombro de Sin Cara en su pelea contra Big E le dejó inactivo de 2 a 4 meses, tiempo en el que Kalisto derrotó a Alberto del Río por el Campeonato de los Estados Unidos en dos ocasiones (Raw y Royal Rumble). Tras el regreso de Sin Cara, The Lucha Dragons se han enfrentado a The League of Nations siendo derrotados en todas las ocasiones debido a interferencias de los miembros no legales en la pelea mientras el árbitro se encuentra distraído. En WrestleMania 32 y Payback, Kalisto retuvo el Campeonato de los Estados Unidos frente a Ryback.
El 2 de mayo en Raw, Rusev ganó el Battle Royal para ser el retador #1 por el Campeonato de los Estados Unidos. Esto provocó una rivalidad con los Lucha Dragons, en particular con Kalisto.
El 18 de julio, un día antes del Draft, anunciaron su separación en buenos términos en un video en la página de Facebook de WWE. El 19 de julio en SmackDown, Sin Cara fue enviado a Raw mientras que Kalisto fue enviado a SmackDown por lo que, el stable se disolvió.

## En lucha
- Movimientos finales
  -  En equipo
    - Deadlift Powerbomb de Sin Cara y un Corkscrew Splash de Kalisto
    - Deadlift Falling Powerbomb de Sin Cara seguido de un High-angle senton bomb o un 450º Splash de Kalisto.

  - Sin Cara
    - Dragon Bomb (High-angle senton bomb) – 2013–presente

  - Kalisto
    - Salida del Sol[5] (Standing shiranui)[6][7][8] – 2013–presente

  - Movimientos de Firma
  - Double suicide moonsault a varios oponentes fuera del ring
  - Double suicide dive a dos o más oponentes fuera del ring
  - Monkey Flip de Sin Cara a Kalisto que aterriza en forma de Splash

## Campeonatos y logros
- WWE
  - WWE United States Championship (2 veces) - Kalisto
  - NXT Tag Team Championship (1 vez)
  - NXT Tag Team Championship #1 del torneo Contender (2014)
  - Slammy Award for the "OMG!" Shocking Moment of the Year (2015) – Kalisto